# Momo (Olaszország)
Momo (piemontiul: Mòm) település Olaszországban, Piemont régióban, Novara megyében. Lakosainak száma 2377 fő (2023. január 1.). Momo Barengo, Bellinzago Novarese, Oleggio, Vaprio d’Agogna, Briona és Caltignaga községekkel határos.

## Népesség
A település lakossága az elmúlt években az alábbi módon változott:
| Lakosok száma | 2536 | 2509 | 2377 |
|               | 2017 | 2018 | 2023 |